# Чалов, Павел Иванович (учёный)
Павел Иванович Чалов (2 июня 1923, Черниговка, Семипалатинская губерния — 11 мая 2003) — советский и киргизский геофизик и геохимик, академик Национальной академии наук Кыргызстана.

## Биография
Родился 2 июня 1923 года в Черниговке (упразднённое село ныне Жарминского района Восточно-Казахстанской области).
Участник войны, в РККА с декабря 1941 г., в действующей армии с апреля 1942 г., телефонист роты связи 343-го сп 38-й сд. Удостоен боевых наград.
Окончил Казахский государственный университет (1951) и его аспирантуру (1954).
Работал в Академии наук Киргизской ССР и НАН Кыргызской Республики:
- руководитель лаборатории и отдела,
- академик-секретарь отделения,
- главный ученый секретарь Президиума,
- вице-президент НАН Кыргызской Республики
- с 1994 г. советник Президиума НАН КР, заместитель председателя Комитета по государственным премиям Кыргызской Республики в области науки и техники.

Умер 11 мая 2003 года.

## Научная деятельность
Доктор технических наук (1970, тема диссертации «Аномалии изотопного состава природного урана»), профессор (1972), член-корреспондент (1977), академик (1984) АН Киргизской ССР, академик Национальной академии наук Кыргызской Республики.
Учёный в области геофизики и геохимии.
Соавтор научного открытия «Явление естественного деления урана-234 и урана-238». № 163, зарегистрировано 24.07.1975.
Опубликовал более 200 научных работ, в том числе 6 монографий. Автор 5 изобретений.

### Избранные труды
- Изотопное фракционирование природного урана / АН КиргССР. Ин-т физики и математики. — Фрунзе : Илим, 1975. — 236 с.
- Датирование по неравновесному урану / АН Кирг. ССР. Ин-т физики и математики. — Фрунзе : Илим, 1968. — 101, [9] с.

## Награды
- орден Красной Звезды (май 1945)
- орден «Знак Почёта»
- орден Отечественной войны II степени
- орден «Манас» 3-й степени Кыргызской Республики (1997)
- медали, в том числе:
  - «За отвагу» (сентябрь 1943)
  - две — «За боевые заслуги» (январь и май 1944)
- Заслуженный деятель науки Кыргызской Республики
- Государственная премия Киргизской ССР в области науки и техники.